# Tour de Catalogne 2017
La 97e édition du Tour de Catalogne a lieu du 20 au 26 mars 2017. Elle fait partie du calendrier UCI World Tour 2017 en catégorie 2.UWT.

## Équipes
| WorldTeams (18)- AG2R La Mondiale - Astana - Bahrain-Merida - Bora-Hansgrohe - Cannondale-Drapac - Dimension Data - FDJ - Katusha-Alpecin - Lotto-Soudal - Lotto NL-Jumbo - Movistar Team - Orica-Scott - Quick-Step Floors - Sky - Team Sunweb - Trek-Segafredo - UAE Team Emirates - BMC Racing Team Équipes continentales professionnelles (7)- Caja Rural-Seguros RGA - CCC Sprandi Polkowice - Cofidis, Solutions Crédits - Manzana Postobón - Roompot-Nederlandse Loterij - Soul Brasil - Wanty-Groupe Gobert |
| |

## Étapes
| Étape     | Date    | Villes étapes         | type                         | Distance (km) | Vainqueur d'étape  | Leader du classement général |
| --------- | ------- | --------------------- | ---------------------------- | ------------- | ------------------ | ---------------------------- |
| 1re étape | 20 mars | Calella – Calella     | étape de moyenne montagne    | 178,9         | Davide Cimolai     | Davide Cimolai               |
| 2e étape  | 21 mars | Banyoles – Banyoles   | contre-la-montre par équipes | 41,3          | BMC Racing Team    | Ben Hermans                  |
| 3e étape  | 22 mars | Mataró – La Molina    | étape de montagne            | 188,3         | Alejandro Valverde | Tejay van Garderen           |
| 4e étape  | 23 mars | Llívia – Igualada     | étape vallonnée              | 136,1         | Nacer Bouhanni     | Tejay van Garderen           |
| 5e étape  | 24 mars | Valls – Tortosa       | étape de montagne            | 182           | Alejandro Valverde | Alejandro Valverde           |
| 6e étape  | 25 mars | Tortosa – Reus        | étape de moyenne montagne    | 189,7         | Daryl Impey        | Alejandro Valverde           |
| 7e étape  | 26 mars | Barcelone – Barcelone | étape vallonnée              | 138,7         | Alejandro Valverde | Alejandro Valverde           |

## Déroulement de la course

### 1reétape
| Classement | Classement         | Classement         | Classement          | Classement         |
|            | Coureur            | Pays               | Équipe              | Temps              |
| ---------- | ------------------ | ------------------ | ------------------- | ------------------ |
| 1er        | Davide Cimolai     | Italie             | FDJ                 | en 4 h 28 min 21 s |
| 2e         | Nacer Bouhanni     | France             | Cofidis             | + 0 s              |
| 3e         | Kristian Sbaragli  | Italie             | Dimension Data      | + 0 s              |
| 4e         | Dion Smith         | Nouvelle-Zélande   | Wanty-Groupe Gobert | + 0 s              |
| 5e         | André Greipel      | Allemagne          | Lotto-Soudal        | + 0 s              |
| 6e         | José Joaquín Rojas | Espagne            | Movistar            | + 0 s              |
| 7e         | Daryl Impey        | Afrique du Sud     | Orica-Scott         | + 0 s              |
| 8e         | Petr Vakoč         | République tchèque | Quick-Step Floors   | + 0 s              |
| 9e         | Phil Bauhaus       | Allemagne          | Sunweb              | + 0 s              |
| 10e        | Enrico Gasparotto  | Italie             | Bahrain-Merida      | + 0 s              |
| modifier   |                    |                    |                     |                    |

| \| Classement général \| Classement général \| Classement général \| Classement général \| Classement général \| \| Coureur \| Coureur \| Pays \| Équipe \| Temps \| \| ------------------ \| ------------------ \| ------------------ \| -------------------------- \| ------------------ \| \| 1er \| Davide Cimolai \| Italie \| FDJ \| 4 h 28 min 11 s \| \| 2e \| Nacer Bouhanni \| France \| Cofidis, Solutions Crédits \| + 4 s \| \| 3e \| Kristian Sbaragli \| Italie \| Dimension Data \| + 6 s \| \| 4e \| Dion Smith \| Nouvelle-Zélande \| Wanty-Groupe Gobert \| + 10 s \| \| 5e \| André Greipel \| Allemagne \| Lotto-Soudal \| + 10 s \| \| 6e \| José Joaquín Rojas \| Espagne \| Movistar Team \| + 10 s \| \| 7e \| Daryl Impey \| Afrique du Sud \| Orica-Scott \| + 10 s \| \| 8e \| Petr Vakoč \| Tchéquie \| Quick-Step Floors \| + 10 s \| \| 9e \| Phil Bauhaus \| Allemagne \| Team Sunweb \| + 10 s \| \| 10e \| Enrico Gasparotto \| Italie \| Bahrain-Merida \| + 10 s \| |                    |                  |                            |                 |
| |                    |                  |                            |                 |
| Source : ProCyclingStats |                    |                  |                            |                 |
| Classement général |                    |                  |                            |                 |
| Coureur | Coureur            | Pays             | Équipe                     | Temps           |
| 1er | Davide Cimolai     | Italie           | FDJ                        | 4 h 28 min 11 s |
| 2e | Nacer Bouhanni     | France           | Cofidis, Solutions Crédits | + 4 s           |
| 3e | Kristian Sbaragli  | Italie           | Dimension Data             | + 6 s           |
| 4e | Dion Smith         | Nouvelle-Zélande | Wanty-Groupe Gobert        | + 10 s          |
| 5e | André Greipel      | Allemagne        | Lotto-Soudal               | + 10 s          |
| 6e | José Joaquín Rojas | Espagne          | Movistar Team              | + 10 s          |
| 7e | Daryl Impey        | Afrique du Sud   | Orica-Scott                | + 10 s          |
| 8e | Petr Vakoč         | Tchéquie         | Quick-Step Floors          | + 10 s          |
| 9e | Phil Bauhaus       | Allemagne        | Team Sunweb                | + 10 s          |
| 10e | Enrico Gasparotto  | Italie           | Bahrain-Merida             | + 10 s          |

### 2eétape
Le contre-la-montre par équipe est remporté par l'équipe Movistar avec 2 secondes d'avance sur la BMC Racing. Mais l'équipe espagnole est pénalisée d'une minute pour une poussée de José Joaquín Rojas sur ses coéquipiers Nélson Oliveira et Andrey Amador. José Joaquín Rojas est quant à lui pénalisé de 3 minutes.
| \| Classement de l'étape \| Classement de l'étape \| Classement de l'étape \| Classement de l'étape \| Classement de l'étape \| Classement de l'étape \| \| Équipe \| Équipe \| Pays \| Temps \| Écart de temps \| Vitesse moy. \| \| --------------------- \| --------------------- \| --------------------- \| --------------------- \| --------------------- \| --------------------- \| \| 1re \| BMC Racing Team \| États-Unis \| 48 min 57 s \| + 48 min 57 s \| 50.623 km/h \| \| 2e \| Sky \| Royaume-Uni \| 49 min 41 s \| + 44 s \| 49.876 km/h \| \| 3e \| Movistar Team \| Espagne \| 49 min 55 s \| 58 s \| 49.643 km/h \| \| 4e \| Trek-Segafredo \| États-Unis \| 50 min 10 s \| + 1 min 13 s \| 49.395 km/h \| \| 5e \| Orica-Scott \| Australie \| 50 min 19 s \| + 1 min 22 s \| 49.248 km/h \| \| 6e \| FDJ \| France \| 50 min 39 s \| + 1 min 42 s \| 48.924 km/h \| \| 7e \| Lotto NL-Jumbo \| Pays-Bas \| 50 min 43 s \| + 1 min 46 s \| 48.860 km/h \| \| 8e \| Astana \| Kazakhstan \| 51 min 00 s \| + 2 min 03 s \| 48.588 km/h \| \| 9e \| Lotto-Soudal \| Belgique \| 51 min 05 s \| + 2 min 08 s \| 48.509 km/h \| \| 10e \| Quick-Step Floors \| Belgique \| 51 min 08 s \| + 2 min 11 s \| 48.462 km/h \| |                   |             |             |                |              |
| |                   |             |             |                |              |
| Source : ProCyclingStats |                   |             |             |                |              |
| Classement de l'étape |                   |             |             |                |              |
| Équipe | Équipe            | Pays        | Temps       | Écart de temps | Vitesse moy. |
| 1re | BMC Racing Team   | États-Unis  | 48 min 57 s | + 48 min 57 s  | 50.623 km/h  |
| 2e | Sky               | Royaume-Uni | 49 min 41 s | + 44 s         | 49.876 km/h  |
| 3e | Movistar Team     | Espagne     | 49 min 55 s | 58 s           | 49.643 km/h  |
| 4e | Trek-Segafredo    | États-Unis  | 50 min 10 s | + 1 min 13 s   | 49.395 km/h  |
| 5e | Orica-Scott       | Australie   | 50 min 19 s | + 1 min 22 s   | 49.248 km/h  |
| 6e | FDJ               | France      | 50 min 39 s | + 1 min 42 s   | 48.924 km/h  |
| 7e | Lotto NL-Jumbo    | Pays-Bas    | 50 min 43 s | + 1 min 46 s   | 48.860 km/h  |
| 8e | Astana            | Kazakhstan  | 51 min 00 s | + 2 min 03 s   | 48.588 km/h  |
| 9e | Lotto-Soudal      | Belgique    | 51 min 05 s | + 2 min 08 s   | 48.509 km/h  |
| 10e | Quick-Step Floors | Belgique    | 51 min 08 s | + 2 min 11 s   | 48.462 km/h  |

| \| Classement général \| Classement général \| Classement général \| Classement général \| Classement général \| \| Coureur \| Coureur \| Pays \| Équipe \| Temps \| \| ------------------ \| -------------------- \| ------------------ \| ------------------ \| ------------------ \| \| 1er \| Ben Hermans \| Belgique \| BMC Racing Team \| 5 h 17 min 18 s \| \| 2e \| Brent Bookwalter \| États-Unis \| BMC Racing Team \| + 0 s \| \| 3e \| Tejay van Garderen \| États-Unis \| BMC Racing Team \| + 0 s \| \| 4e \| Rohan Dennis \| Australie \| BMC Racing Team \| + 0 s \| \| 5e \| Kilian Frankiny \| Suisse \| BMC Racing Team \| + 0 s \| \| 6e \| Alessandro De Marchi \| Italie \| BMC Racing Team \| + 0 s \| \| 7e \| Samuel Sánchez \| Espagne \| BMC Racing Team \| + 0 s \| \| 8e \| Geraint Thomas \| Royaume-Uni \| Team Sky \| + 44 s \| \| 9e \| Peter Kennaugh \| Royaume-Uni \| Team Sky \| + 44 s \| \| 10e \| Mikel Nieve \| Espagne \| Team Sky \| + 44 s \| |                      |             |                 |                 |
| |                      |             |                 |                 |
| Source : ProCyclingStats |                      |             |                 |                 |
| Classement général |                      |             |                 |                 |
| Coureur | Coureur              | Pays        | Équipe          | Temps           |
| 1er | Ben Hermans          | Belgique    | BMC Racing Team | 5 h 17 min 18 s |
| 2e | Brent Bookwalter     | États-Unis  | BMC Racing Team | + 0 s           |
| 3e | Tejay van Garderen   | États-Unis  | BMC Racing Team | + 0 s           |
| 4e | Rohan Dennis         | Australie   | BMC Racing Team | + 0 s           |
| 5e | Kilian Frankiny      | Suisse      | BMC Racing Team | + 0 s           |
| 6e | Alessandro De Marchi | Italie      | BMC Racing Team | + 0 s           |
| 7e | Samuel Sánchez       | Espagne     | BMC Racing Team | + 0 s           |
| 8e | Geraint Thomas       | Royaume-Uni | Team Sky        | + 44 s          |
| 9e | Peter Kennaugh       | Royaume-Uni | Team Sky        | + 44 s          |
| 10e | Mikel Nieve          | Espagne     | Team Sky        | + 44 s          |

### 3eétape
| \| Classement de l'étape \| Classement de l'étape \| Classement de l'étape \| Classement de l'étape \| Classement de l'étape \| \| Coureur \| Coureur \| Pays \| Équipe \| Temps \| \| --------------------- \| --------------------- \| --------------------- \| --------------------- \| --------------------- \| \| 1er \| Alejandro Valverde \| Espagne \| Movistar Team \| 5 h 07 min 12 s \| \| 2e \| Dan Martin \| Irlande \| Quick-Step Floors \| + 0 s \| \| 3e \| Adam Yates \| Royaume-Uni \| Orica-Scott \| + 3 s \| \| 4e \| Romain Bardet \| France \| AG2R La Mondiale \| + 3 s \| \| 5e \| Ilnur Zakarin \| Russie \| Katusha-Alpecin \| + 3 s \| \| 6e \| Geraint Thomas \| Royaume-Uni \| Team Sky \| + 3 s \| \| 7e \| Alberto Contador \| Espagne \| Trek-Segafredo \| + 3 s \| \| 8e \| Tejay van Garderen \| États-Unis \| BMC Racing Team \| + 3 s \| \| 9e \| Michael Woods \| Canada \| Cannondale-Drapac \| + 8 s \| \| 10e \| Davide Formolo \| Italie \| Cannondale-Drapac \| + 8 s \| |                    |             |                   |                 |
| |                    |             |                   |                 |
| Source : ProCyclingStats |                    |             |                   |                 |
| Classement de l'étape |                    |             |                   |                 |
| Coureur | Coureur            | Pays        | Équipe            | Temps           |
| 1er | Alejandro Valverde | Espagne     | Movistar Team     | 5 h 07 min 12 s |
| 2e | Dan Martin         | Irlande     | Quick-Step Floors | + 0 s           |
| 3e | Adam Yates         | Royaume-Uni | Orica-Scott       | + 3 s           |
| 4e | Romain Bardet      | France      | AG2R La Mondiale  | + 3 s           |
| 5e | Ilnur Zakarin      | Russie      | Katusha-Alpecin   | + 3 s           |
| 6e | Geraint Thomas     | Royaume-Uni | Team Sky          | + 3 s           |
| 7e | Alberto Contador   | Espagne     | Trek-Segafredo    | + 3 s           |
| 8e | Tejay van Garderen | États-Unis  | BMC Racing Team   | + 3 s           |
| 9e | Michael Woods      | Canada      | Cannondale-Drapac | + 8 s           |
| 10e | Davide Formolo     | Italie      | Cannondale-Drapac | + 8 s           |

| \| Classement général \| Classement général \| Classement général \| Classement général \| Classement général \| \| Coureur \| Coureur \| Pays \| Équipe \| Temps \| \| ------------------ \| ------------------ \| ------------------ \| ------------------ \| ------------------ \| \| 1er \| Tejay van Garderen \| États-Unis \| BMC Racing Team \| 10 h 24 min 33 s \| \| 2e \| Samuel Sánchez \| Espagne \| BMC Racing Team \| + 41 s \| \| 3e \| Geraint Thomas \| Royaume-Uni \| Team Sky \| + 44 s \| \| 4e \| Alejandro Valverde \| Espagne \| Movistar Team \| + 45 s \| \| 5e \| Christopher Froome \| Royaume-Uni \| Team Sky \| + 49 s \| \| 6e \| Marc Soler \| Espagne \| Movistar Team \| + 1 min 10 s \| \| 7e \| Alberto Contador \| Espagne \| Trek-Segafredo \| + 1 min 13 s \| \| 8e \| Adam Yates \| Royaume-Uni \| Orica-Scott \| + 1 min 18 s \| \| 9e \| Bauke Mollema \| Pays-Bas \| Trek-Segafredo \| + 1 min 25 s \| \| 10e \| Jarlinson Pantano \| Colombie \| Trek-Segafredo \| + 1 min 25 s \| |                    |             |                 |                  |
| |                    |             |                 |                  |
| Source : ProCyclingStats |                    |             |                 |                  |
| Classement général |                    |             |                 |                  |
| Coureur | Coureur            | Pays        | Équipe          | Temps            |
| 1er | Tejay van Garderen | États-Unis  | BMC Racing Team | 10 h 24 min 33 s |
| 2e | Samuel Sánchez     | Espagne     | BMC Racing Team | + 41 s           |
| 3e | Geraint Thomas     | Royaume-Uni | Team Sky        | + 44 s           |
| 4e | Alejandro Valverde | Espagne     | Movistar Team   | + 45 s           |
| 5e | Christopher Froome | Royaume-Uni | Team Sky        | + 49 s           |
| 6e | Marc Soler         | Espagne     | Movistar Team   | + 1 min 10 s     |
| 7e | Alberto Contador   | Espagne     | Trek-Segafredo  | + 1 min 13 s     |
| 8e | Adam Yates         | Royaume-Uni | Orica-Scott     | + 1 min 18 s     |
| 9e | Bauke Mollema      | Pays-Bas    | Trek-Segafredo  | + 1 min 25 s     |
| 10e | Jarlinson Pantano  | Colombie    | Trek-Segafredo  | + 1 min 25 s     |

### 4eétape
| \| Classement de l'étape \| Classement de l'étape \| Classement de l'étape \| Classement de l'étape \| Classement de l'étape \| \| Coureur \| Coureur \| Pays \| Équipe \| Temps \| \| --------------------- \| --------------------- \| --------------------- \| -------------------------- \| --------------------- \| \| 1er \| Nacer Bouhanni \| France \| Cofidis, Solutions Crédits \| 3 h 04 min 27 s \| \| 2e \| Davide Cimolai \| Italie \| FDJ \| + 0 s \| \| 3e \| Daryl Impey \| Afrique du Sud \| Orica-Scott \| + 0 s \| \| 4e \| Alexander Edmondson \| Australie \| Orica-Scott \| + 0 s \| \| 5e \| Dion Smith \| Nouvelle-Zélande \| Wanty-Groupe Gobert \| + 0 s \| \| 6e \| Pieter Serry \| Belgique \| Quick-Step Floors \| + 0 s \| \| 7e \| Enrico Gasparotto \| Italie \| Bahrain-Merida \| + 0 s \| \| 8e \| Petr Vakoč \| Tchéquie \| Quick-Step Floors \| + 0 s \| \| 9e \| José Joaquín Rojas \| Espagne \| Movistar Team \| + 0 s \| \| 10e \| Bauke Mollema \| Pays-Bas \| Trek-Segafredo \| + 0 s \| |                     |                  |                            |                 |
| |                     |                  |                            |                 |
| Source : ProCyclingStats |                     |                  |                            |                 |
| Classement de l'étape |                     |                  |                            |                 |
| Coureur | Coureur             | Pays             | Équipe                     | Temps           |
| 1er | Nacer Bouhanni      | France           | Cofidis, Solutions Crédits | 3 h 04 min 27 s |
| 2e | Davide Cimolai      | Italie           | FDJ                        | + 0 s           |
| 3e | Daryl Impey         | Afrique du Sud   | Orica-Scott                | + 0 s           |
| 4e | Alexander Edmondson | Australie        | Orica-Scott                | + 0 s           |
| 5e | Dion Smith          | Nouvelle-Zélande | Wanty-Groupe Gobert        | + 0 s           |
| 6e | Pieter Serry        | Belgique         | Quick-Step Floors          | + 0 s           |
| 7e | Enrico Gasparotto   | Italie           | Bahrain-Merida             | + 0 s           |
| 8e | Petr Vakoč          | Tchéquie         | Quick-Step Floors          | + 0 s           |
| 9e | José Joaquín Rojas  | Espagne          | Movistar Team              | + 0 s           |
| 10e | Bauke Mollema       | Pays-Bas         | Trek-Segafredo             | + 0 s           |

| \| Classement général \| Classement général \| Classement général \| Classement général \| Classement général \| \| Coureur \| Coureur \| Pays \| Équipe \| Temps \| \| ------------------ \| ------------------ \| ------------------ \| ------------------ \| ------------------ \| \| 1er \| Tejay van Garderen \| États-Unis \| BMC Racing Team \| 13 h 29 min 00 s \| \| 2e \| Samuel Sánchez \| Espagne \| BMC Racing Team \| + 41 s \| \| 3e \| Geraint Thomas \| Royaume-Uni \| Team Sky \| + 44 s \| \| 4e \| Alejandro Valverde \| Espagne \| Movistar Team \| + 45 s \| \| 5e \| Christopher Froome \| Royaume-Uni \| Team Sky \| + 49 s \| \| 6e \| Marc Soler \| Espagne \| Movistar Team \| + 1 min 10 s \| \| 7e \| Alberto Contador \| Espagne \| Trek-Segafredo \| + 1 min 13 s \| \| 8e \| Adam Yates \| Royaume-Uni \| Orica-Scott \| + 1 min 18 s \| \| 9e \| Bauke Mollema \| Pays-Bas \| Trek-Segafredo \| + 1 min 25 s \| \| 10e \| Jarlinson Pantano \| Colombie \| Trek-Segafredo \| + 1 min 25 s \| |                    |             |                 |                  |
| |                    |             |                 |                  |
| Source : ProCyclingStats |                    |             |                 |                  |
| Classement général |                    |             |                 |                  |
| Coureur | Coureur            | Pays        | Équipe          | Temps            |
| 1er | Tejay van Garderen | États-Unis  | BMC Racing Team | 13 h 29 min 00 s |
| 2e | Samuel Sánchez     | Espagne     | BMC Racing Team | + 41 s           |
| 3e | Geraint Thomas     | Royaume-Uni | Team Sky        | + 44 s           |
| 4e | Alejandro Valverde | Espagne     | Movistar Team   | + 45 s           |
| 5e | Christopher Froome | Royaume-Uni | Team Sky        | + 49 s           |
| 6e | Marc Soler         | Espagne     | Movistar Team   | + 1 min 10 s     |
| 7e | Alberto Contador   | Espagne     | Trek-Segafredo  | + 1 min 13 s     |
| 8e | Adam Yates         | Royaume-Uni | Orica-Scott     | + 1 min 18 s     |
| 9e | Bauke Mollema      | Pays-Bas    | Trek-Segafredo  | + 1 min 25 s     |
| 10e | Jarlinson Pantano  | Colombie    | Trek-Segafredo  | + 1 min 25 s     |

### 5eétape
| \| Classement de l'étape \| Classement de l'étape \| Classement de l'étape \| Classement de l'étape \| Classement de l'étape \| \| Coureur \| Coureur \| Pays \| Équipe \| Temps \| \| --------------------- \| --------------------- \| --------------------- \| --------------------- \| --------------------- \| \| 1er \| Alejandro Valverde \| Espagne \| Movistar Team \| 4 h 14 min 52 s \| \| 2e \| Christopher Froome \| Royaume-Uni \| Team Sky \| + 13 s \| \| 3e \| Alberto Contador \| Espagne \| Trek-Segafredo \| + 13 s \| \| 4e \| Marc Soler \| Espagne \| Movistar Team \| + 25 s \| \| 5e \| Adam Yates \| Royaume-Uni \| Orica-Scott \| + 32 s \| \| 6e \| Dan Martin \| Irlande \| Quick-Step Floors \| + 46 s \| \| 7e \| David Gaudu \| France \| FDJ \| + 58 s \| \| 8e \| Hugh Carthy \| Royaume-Uni \| Cannondale-Drapac \| + 1 min 04 s \| \| 9e \| Jakob Fuglsang \| Danemark \| Astana \| + 1 min 11 s \| \| 10e \| Steven Kruijswijk \| Pays-Bas \| LottoNL-Jumbo \| + 1 min 11 s \| |                    |             |                   |                 |
| |                    |             |                   |                 |
| Source : ProCyclingStats |                    |             |                   |                 |
| Classement de l'étape |                    |             |                   |                 |
| Coureur | Coureur            | Pays        | Équipe            | Temps           |
| 1er | Alejandro Valverde | Espagne     | Movistar Team     | 4 h 14 min 52 s |
| 2e | Christopher Froome | Royaume-Uni | Team Sky          | + 13 s          |
| 3e | Alberto Contador   | Espagne     | Trek-Segafredo    | + 13 s          |
| 4e | Marc Soler         | Espagne     | Movistar Team     | + 25 s          |
| 5e | Adam Yates         | Royaume-Uni | Orica-Scott       | + 32 s          |
| 6e | Dan Martin         | Irlande     | Quick-Step Floors | + 46 s          |
| 7e | David Gaudu        | France      | FDJ               | + 58 s          |
| 8e | Hugh Carthy        | Royaume-Uni | Cannondale-Drapac | + 1 min 04 s    |
| 9e | Jakob Fuglsang     | Danemark    | Astana            | + 1 min 11 s    |
| 10e | Steven Kruijswijk  | Pays-Bas    | LottoNL-Jumbo     | + 1 min 11 s    |

| \| Classement général \| Classement général \| Classement général \| Classement général \| Classement général \| \| Coureur \| Coureur \| Pays \| Équipe \| Temps \| \| ------------------ \| ------------------ \| ------------------ \| ------------------ \| ------------------ \| \| 1er \| Alejandro Valverde \| Espagne \| Movistar Team \| 17 h 44 min 27 s \| \| 2e \| Christopher Froome \| Royaume-Uni \| Team Sky \| + 21 s \| \| 3e \| Alberto Contador \| Espagne \| Trek-Segafredo \| + 47 s \| \| 4e \| Marc Soler \| Espagne \| Movistar Team \| + 1 min 00 s \| \| 5e \| Adam Yates \| Royaume-Uni \| Orica-Scott \| + 1 min 15 s \| \| 6e \| Tejay van Garderen \| États-Unis \| BMC Racing Team \| + 1 min 18 s \| \| 7e \| Geraint Thomas \| Royaume-Uni \| Team Sky \| + 1 min 34 s \| \| 8e \| Samuel Sánchez \| Espagne \| BMC Racing Team \| + 1 min 59 s \| \| 9e \| Dan Martin \| Irlande \| Quick-Step Floors \| + 2 min 13 s \| \| 10e \| Steven Kruijswijk \| Pays-Bas \| LottoNL-Jumbo \| + 2 min 40 s \| |                    |             |                   |                  |
| |                    |             |                   |                  |
| Source : ProCyclingStats |                    |             |                   |                  |
| Classement général |                    |             |                   |                  |
| Coureur | Coureur            | Pays        | Équipe            | Temps            |
| 1er | Alejandro Valverde | Espagne     | Movistar Team     | 17 h 44 min 27 s |
| 2e | Christopher Froome | Royaume-Uni | Team Sky          | + 21 s           |
| 3e | Alberto Contador   | Espagne     | Trek-Segafredo    | + 47 s           |
| 4e | Marc Soler         | Espagne     | Movistar Team     | + 1 min 00 s     |
| 5e | Adam Yates         | Royaume-Uni | Orica-Scott       | + 1 min 15 s     |
| 6e | Tejay van Garderen | États-Unis  | BMC Racing Team   | + 1 min 18 s     |
| 7e | Geraint Thomas     | Royaume-Uni | Team Sky          | + 1 min 34 s     |
| 8e | Samuel Sánchez     | Espagne     | BMC Racing Team   | + 1 min 59 s     |
| 9e | Dan Martin         | Irlande     | Quick-Step Floors | + 2 min 13 s     |
| 10e | Steven Kruijswijk  | Pays-Bas    | LottoNL-Jumbo     | + 2 min 40 s     |

### 6eétape
| Classement | Classement           | Classement         | Classement                  | Classement         |
|            | Coureur              | Pays               | Équipe                      | Temps              |
| ---------- | -------------------- | ------------------ | --------------------------- | ------------------ |
| 1er        | Daryl Impey          | Afrique du Sud     | Orica-Scott                 | en 4 h 34 min 14 s |
| 2e         | Alejandro Valverde   | Espagne            | Movistar                    | + 0 s              |
| 3e         | Arthur Vichot        | France             | FDJ                         | + 0 s              |
| 4e         | Petr Vakoč           | République tchèque | Quick-Step Floors           | + 0 s              |
| 5e         | Alessandro De Marchi | Italie             | BMC Racing                  | + 0 s              |
| 6e         | Nick van der Lijke   | Pays-Bas           | Roompot-Nederlandse Loterij | + 0 s              |
| 7e         | Dario Cataldo        | Italie             | Astana                      | + 0 s              |
| 8e         | Lennard Kämna        | Allemagne          | Sunweb                      | + 0 s              |
| 9e         | Cyril Gautier        | France             | AG2R La Mondiale            | + 0 s              |
| 10e        | Daniel Martin        | Irlande            | Quick-Step Floors           | + 0 s              |
| modifier   |                      |                    |                             |                    |

| \| Classement général \| Classement général \| Classement général \| Classement général \| Classement général \| \| Coureur \| Coureur \| Pays \| Équipe \| Temps \| \| ------------------ \| ------------------ \| ------------------ \| ------------------ \| ------------------ \| \| 1er \| Alejandro Valverde \| Espagne \| Movistar Team \| 22 h 18 min 35 s \| \| 2e \| Alberto Contador \| Espagne \| Trek-Segafredo \| + 53 s \| \| 3e \| Marc Soler \| Espagne \| Movistar Team \| + 1 min 06 s \| \| 4e \| Adam Yates \| Royaume-Uni \| Orica-Scott \| + 1 min 21 s \| \| 5e \| Tejay van Garderen \| États-Unis \| BMC Racing Team \| + 1 min 24 s \| \| 6e \| Dan Martin \| Irlande \| Quick-Step Floors \| + 2 min 19 s \| \| 7e \| Steven Kruijswijk \| Pays-Bas \| LottoNL-Jumbo \| + 2 min 46 s \| \| 8e \| Carlos Verona \| Espagne \| Orica-Scott \| + 2 min 50 s \| \| 9e \| George Bennett \| Nouvelle-Zélande \| LottoNL-Jumbo \| + 2 min 51 s \| \| 10e \| Romain Bardet \| France \| AG2R La Mondiale \| + 2 min 55 s \| |                    |                  |                   |                  |
| |                    |                  |                   |                  |
| Source : ProCyclingStats |                    |                  |                   |                  |
| Classement général |                    |                  |                   |                  |
| Coureur | Coureur            | Pays             | Équipe            | Temps            |
| 1er | Alejandro Valverde | Espagne          | Movistar Team     | 22 h 18 min 35 s |
| 2e | Alberto Contador   | Espagne          | Trek-Segafredo    | + 53 s           |
| 3e | Marc Soler         | Espagne          | Movistar Team     | + 1 min 06 s     |
| 4e | Adam Yates         | Royaume-Uni      | Orica-Scott       | + 1 min 21 s     |
| 5e | Tejay van Garderen | États-Unis       | BMC Racing Team   | + 1 min 24 s     |
| 6e | Dan Martin         | Irlande          | Quick-Step Floors | + 2 min 19 s     |
| 7e | Steven Kruijswijk  | Pays-Bas         | LottoNL-Jumbo     | + 2 min 46 s     |
| 8e | Carlos Verona      | Espagne          | Orica-Scott       | + 2 min 50 s     |
| 9e | George Bennett     | Nouvelle-Zélande | LottoNL-Jumbo     | + 2 min 51 s     |
| 10e | Romain Bardet      | France           | AG2R La Mondiale  | + 2 min 55 s     |

### 7eétape
| \| Classement de l'étape \| Classement de l'étape \| Classement de l'étape \| Classement de l'étape \| Classement de l'étape \| \| Coureur \| Coureur \| Pays \| Équipe \| Temps \| \| --------------------- \| --------------------- \| --------------------- \| --------------------- \| --------------------- \| \| 1er \| Alejandro Valverde \| Espagne \| Movistar Team \| 3 h 08 min 50 s \| \| 2e \| Jarlinson Pantano \| Colombie \| Trek-Segafredo \| + 0 s \| \| 3e \| Arthur Vichot \| France \| FDJ \| + 0 s \| \| 4e \| Rafał Majka \| Pologne \| Bora-Hansgrohe \| + 0 s \| \| 5e \| Dan Martin \| Irlande \| Quick-Step Floors \| + 0 s \| \| 6e \| Aldemar Reyes \| Colombie \| Manzana Postobón \| + 0 s \| \| 7e \| Romain Bardet \| France \| AG2R La Mondiale \| + 0 s \| \| 8e \| Davide Formolo \| Italie \| Cannondale-Drapac \| + 0 s \| \| 9e \| George Bennett \| Nouvelle-Zélande \| LottoNL-Jumbo \| + 0 s \| \| 10e \| Steven Kruijswijk \| Pays-Bas \| LottoNL-Jumbo \| + 0 s \| |                    |                  |                   |                 |
| |                    |                  |                   |                 |
| Source : ProCyclingStats |                    |                  |                   |                 |
| Classement de l'étape |                    |                  |                   |                 |
| Coureur | Coureur            | Pays             | Équipe            | Temps           |
| 1er | Alejandro Valverde | Espagne          | Movistar Team     | 3 h 08 min 50 s |
| 2e | Jarlinson Pantano  | Colombie         | Trek-Segafredo    | + 0 s           |
| 3e | Arthur Vichot      | France           | FDJ               | + 0 s           |
| 4e | Rafał Majka        | Pologne          | Bora-Hansgrohe    | + 0 s           |
| 5e | Dan Martin         | Irlande          | Quick-Step Floors | + 0 s           |
| 6e | Aldemar Reyes      | Colombie         | Manzana Postobón  | + 0 s           |
| 7e | Romain Bardet      | France           | AG2R La Mondiale  | + 0 s           |
| 8e | Davide Formolo     | Italie           | Cannondale-Drapac | + 0 s           |
| 9e | George Bennett     | Nouvelle-Zélande | LottoNL-Jumbo     | + 0 s           |
| 10e | Steven Kruijswijk  | Pays-Bas         | LottoNL-Jumbo     | + 0 s           |

## Classements finals

### Classement général final
| \| Classement général \| Classement général \| Classement général \| Classement général \| Classement général \| \| Coureur \| Coureur \| Pays \| Équipe \| Temps \| \| ------------------ \| ------------------ \| ------------------ \| ------------------ \| ------------------ \| \| 1er \| Alejandro Valverde \| Espagne \| Movistar Team \| 25 h 27 min 15 s \| \| 2e \| Alberto Contador \| Espagne \| Trek-Segafredo \| + 1 min 03 s \| \| 3e \| Marc Soler \| Espagne \| Movistar Team \| + 1 min 16 s \| \| 4e \| Adam Yates \| Royaume-Uni \| Orica-Scott \| + 1 min 31 s \| \| 5e \| Tejay van Garderen \| États-Unis \| BMC Racing Team \| + 1 min 34 s \| \| 6e \| Dan Martin \| Irlande \| Quick-Step Floors \| + 2 min 29 s \| \| 7e \| Steven Kruijswijk \| Pays-Bas \| LottoNL-Jumbo \| + 2 min 56 s \| \| 8e \| Carlos Verona \| Espagne \| Orica-Scott \| + 3 min 00 s \| \| 9e \| George Bennett \| Nouvelle-Zélande \| LottoNL-Jumbo \| + 3 min 01 s \| \| 10e \| Romain Bardet \| France \| AG2R La Mondiale \| + 3 min 05 s \| |                    |                  |                   |                  |
| |                    |                  |                   |                  |
| Source : ProCyclingStats |                    |                  |                   |                  |
| Classement général |                    |                  |                   |                  |
| Coureur | Coureur            | Pays             | Équipe            | Temps            |
| 1er | Alejandro Valverde | Espagne          | Movistar Team     | 25 h 27 min 15 s |
| 2e | Alberto Contador   | Espagne          | Trek-Segafredo    | + 1 min 03 s     |
| 3e | Marc Soler         | Espagne          | Movistar Team     | + 1 min 16 s     |
| 4e | Adam Yates         | Royaume-Uni      | Orica-Scott       | + 1 min 31 s     |
| 5e | Tejay van Garderen | États-Unis       | BMC Racing Team   | + 1 min 34 s     |
| 6e | Dan Martin         | Irlande          | Quick-Step Floors | + 2 min 29 s     |
| 7e | Steven Kruijswijk  | Pays-Bas         | LottoNL-Jumbo     | + 2 min 56 s     |
| 8e | Carlos Verona      | Espagne          | Orica-Scott       | + 3 min 00 s     |
| 9e | George Bennett     | Nouvelle-Zélande | LottoNL-Jumbo     | + 3 min 01 s     |
| 10e | Romain Bardet      | France           | AG2R La Mondiale  | + 3 min 05 s     |

### Classements annexes
| Classement de la montagne | Classement de la montagne | Classement de la montagne | Classement de la montagne | Classement de la montagne |
| ------------------------- | ------------------------- | ------------------------- | ------------------------- | ------------------------- |
|                           | Coureur                   | Pays                      | Équipe                    | Point(s)                  |
| 1er                       | Alejandro Valverde        | Espagne                   | Movistar                  | 105 points                |
| 2e                        | Christopher Froome        | Royaume-Uni               | Sky                       | 50 pts                    |
| 3e                        | Marc Soler                | Espagne                   | Movistar                  | 49 pts                    |
| modifier                  |                           |                           |                           |                           |

| Classement des sprints | Classement des sprints | Classement des sprints | Classement des sprints | Classement des sprints |
| ---------------------- | ---------------------- | ---------------------- | ---------------------- | ---------------------- |
|                        | Coureur                | Pays                   | Équipe                 | Point(s)               |
| 1er                    | Pierre Rolland         | France                 | Cannondale-Drapac      | 13 points              |
| 2e                     | Pieter Serry           | Belgique               | Quick-Step Floors      | 5 pts                  |
| 3e                     | Thomas De Gendt        | Belgique               | Lotto-Soudal           | 3 pts                  |
| modifier               |                        |                        |                        |                        |

| Classement du meilleur jeune | Classement du meilleur jeune | Classement du meilleur jeune | Classement du meilleur jeune | Classement du meilleur jeune |
|                              | Coureur                      | Pays                         | Équipe                       | Temps                        |
| ---------------------------- | ---------------------------- | ---------------------------- | ---------------------------- | ---------------------------- |
| 1er                          | Marc Soler                   | Espagne                      | Movistar                     | en 25 h 28 min 31 s          |
| 2e                           | Adam Yates                   | Royaume-Uni                  | Orica-Scott                  | + 15 s                       |
| 3e                           | Carlos Verona                | Espagne                      | Orica-Scott                  | + 1 min 44 s                 |
| modifier                     |                              |                              |                              |                              |

| Classement par équipes | Classement par équipes | Classement par équipes | Classement par équipes |
|                        | Équipe                 | Pays                   | Temps                  |
| ---------------------- | ---------------------- | ---------------------- | ---------------------- |
| 1re                    | Movistar               | Espagne                | en 76 h 29 min 25 s    |
| 2e                     | Cannondale-Drapac      | États-Unis             | + 13 min 28 s          |
| 3e                     | Lotto NL-Jumbo         | Pays-Bas               | + 16 min 27 s          |
| modifier               |                        |                        |                        |

## Évolution des classements
| Étape              | Vainqueur          | Classement général | Classement de la montagne | Classement des sprints | Classement du meilleur jeune | Classement par équipes |
| ------------------ | ------------------ | ------------------ | ------------------------- | ---------------------- | ---------------------------- | ---------------------- |
| 1                  | Davide Cimolai     | Davide Cimolai     | Murilo Affonso            | Murilo Affonso         | Dion Smith                   | Quick-Step Floors      |
| 2                  | BMC Racing         | Ben Hermans        | Murilo Affonso            | Murilo Affonso         | Kilian Frankiny              | BMC Racing             |
| 3                  | Alejandro Valverde | Tejay van Garderen | Murilo Affonso            | Pascal Ackermann       | Marc Soler                   | Sky                    |
| 4                  | Nacer Bouhanni     | Tejay van Garderen | Murilo Affonso            | Diego Rubio            | Marc Soler                   | Sky                    |
| 5                  | Alejandro Valverde | Alejandro Valverde | Alejandro Valverde        | Pierre Rolland         | Marc Soler                   | Trek-Segafredo         |
| 6                  | Daryl Impey        | Alejandro Valverde | Alejandro Valverde        | Pierre Rolland         | Marc Soler                   | Movistar               |
| 7                  | Alejandro Valverde | Alejandro Valverde | Alejandro Valverde        | Pierre Rolland         | Marc Soler                   | Movistar               |
| Classements finals | Classements finals | Alejandro Valverde | Alejandro Valverde        | Pierre Rolland         | Marc Soler                   | Movistar               |

## Liste des participants
| Légende                          | Légende                                                                                                  | Légende                                | Légende                                                                                                  |
| -------------------------------- | --- | -------------------------------------- | --- |
| Num                              | Dossard de départ porté par le coureur sur ce Tour de Catalogne                                          | Pos                                    | Position finale au classement général                                                                    |
| Leader du classement général     | Indique le vainqueur du classement général                                                               | Leader du classement de la montagne    | Indique le vainqueur du classement de la montagne                                                        |
| Leader du classement des sprints | Indique le vainqueur du classement des sprints                                                           | Leader du classement du meilleur jeune | Indique le vainqueur du classement du meilleur jeune                                                     |
|                                  | Indique un maillot de champion national ou mondial, suivi de sa spécialité                               | #                                      | Indique la meilleure équipe                                                                              |
| NP                               | Indique un coureur qui n'a pas pris le départ d'une étape, suivi du numéro de l'étape où il s'est retiré | AB                                     | Indique un coureur qui n'a pas terminé une étape, suivi du numéro de l'étape où il s'est retiré          |
| HD                               | Indique un coureur qui a terminé une étape hors des délais, suivi du numéro de l'étape                   | *                                      | Indique un coureur en lice pour le classement du meilleur jeune (coureurs nés après le 1er janvier 1992) |

| Movistar MOV                          | Movistar MOV                     | Movistar MOV |
| ------------------------------------- | -------------------------------- | ------------ |
| Num                                   | Coureur                          | Pos          |
| 1                                     | Alejandro Valverde (ESP)         | 1er          |
| 2                                     | Jonathan Castroviejo (ESP)       | NP-5         |
| 3                                     | Andrey Amador (CRC)              | AB-6         |
| 4                                     | José Joaquín Rojas (ESP) (Route) | 27e          |
| 5                                     | Rubén Fernández Andújar (ESP)    | 21e          |
| 6                                     | Imanol Erviti (ESP)              | 66e          |
| 7                                     | Nélson Oliveira (POR) (Clm)      | 84e          |
| 8                                     | Marc Soler (ESP) *               | 3e           |
| Directeur sportif : José Luis Arrieta |                                  |              |

| Sky SKY                            | Sky SKY                  | Sky SKY |
| ---------------------------------- | ------------------------ | ------- |
| Num                                | Coureur                  | Pos     |
| 11                                 | Christopher Froome (GBR) | 30e     |
| 12                                 | Geraint Thomas (GBR)     | 34e     |
| 13                                 | Diego Rosa (ITA)         | NP-5    |
| 14                                 | Peter Kennaugh (GBR)     | HD-6    |
| 15                                 | Mikel Landa (ESP)        | AB-6    |
| 16                                 | Vasil Kiryienka (BLR)    | 70e     |
| 17                                 | Mikel Nieve (ESP)        | 53e     |
| 18                                 | Philip Deignan (IRL)     | 95e     |
| Directeur sportif : Nicolas Portal |                          |         |

| BMC Racing BMC                      | BMC Racing BMC             | BMC Racing BMC |
| ----------------------------------- | -------------------------- | -------------- |
| Num                                 | Coureur                    | Pos            |
| 21                                  | Samuel Sánchez (ESP)       | 33e            |
| 22                                  | Rohan Dennis (AUS) (Clm)   | AB-3           |
| 23                                  | Tejay van Garderen (USA)   | 5e             |
| 24                                  | Ben Hermans (BEL)          | NP-5           |
| 25                                  | Brent Bookwalter (USA)     | 79e            |
| 26                                  | Joey Rosskopf (USA)        | HD-6           |
| 27                                  | Alessandro De Marchi (ITA) | 71e            |
| 28                                  | Kilian Frankiny (SUI) *    | HD-6           |
| Directeur sportif : Jackson Stewart |                            |                |

| Orica-Scott ORS                   | Orica-Scott ORS             | Orica-Scott ORS |
| --------------------------------- | --------------------------- | --------------- |
| Num                               | Coureur                     | Pos             |
| 31                                | Adam Yates (GBR) *          | 4e              |
| 32                                | Daryl Impey (RSA) (Clm)     | 44e             |
| 33                                | Damien Howson (AUS) *       | 69e             |
| 34                                | Svein Tuft (CAN)            | AB-7            |
| 35                                | Sam Bewley (NZL)            | 100e            |
| 36                                | Alexander Edmondson (AUS) * | AB-5            |
| 37                                | Rubén Plaza (ESP)           | HD-6            |
| 38                                | Carlos Verona (ESP) *       | 8e              |
| Directeur sportif : Neil Stephens |                             |                 |

| Katusha-Alpecin KAT                  | Katusha-Alpecin KAT           | Katusha-Alpecin KAT |
| ------------------------------------ | ----------------------------- | ------------------- |
| Num                                  | Coureur                       | Pos                 |
| 41                                   | Ilnur Zakarin (RUS)           | NP-5                |
| 42                                   | José Gonçalves (POR)          | HD-6                |
| 43                                   | Pavel Kochetkov (RUS) (Route) | 76e                 |
| 44                                   | Tiago Machado (POR)           | AB-3                |
| 45                                   | Maxim Belkov (RUS)            | HD-6                |
| 46                                   | Robert Kišerlovski (CRO)      | 81e                 |
| 47                                   | Rein Taaramäe (EST)           | 98e                 |
| 48                                   | Ángel Vicioso (ESP)           | 87e                 |
| Directeur sportif : Dimitri Konyshev |                               |                     |

| Quick-Step Floors QST          | Quick-Step Floors QST         | Quick-Step Floors QST |
| ------------------------------ | ----------------------------- | --------------------- |
| Num                            | Coureur                       | Pos                   |
| 51                             | Daniel Martin (IRL)           | 6e                    |
| 52                             | Gianluca Brambilla (ITA)      | AB-7                  |
| 53                             | Pieter Serry (BEL)            | 60e                   |
| 54                             | Rémi Cavagna (FRA) *          | HD-6                  |
| 55                             | Laurens De Plus (BEL) *       | 26e                   |
| 56                             | Enric Mas (ESP) *             | 75e                   |
| 57                             | Maximilian Schachmann (GER) * | 99e                   |
| 58                             | Petr Vakoč (CZE) *            | 57e                   |
| Directeur sportif : Brian Holm |                               |                       |

| Cannondale-Drapac CDT                  | Cannondale-Drapac CDT  | Cannondale-Drapac CDT |
| -------------------------------------- | ---------------------- | --------------------- |
| Num                                    | Coureur                | Pos                   |
| 61                                     | Andrew Talansky (USA)  | HD-6                  |
| 62                                     | Davide Formolo (ITA) * | 12e                   |
| 63                                     | Brendan Canty (AUS) *  | HD-6                  |
| 64                                     | Pierre Rolland (FRA)   | 74e                   |
| 65                                     | Michael Woods (CAN)    | 37e                   |
| 66                                     | Hugh Carthy (GBR) *    | 20e                   |
| 67                                     | Alex Howes (USA)       | 106e                  |
| 68                                     | Davide Villella (ITA)  | 61e                   |
| Directeur sportif : Juan Manuel Gárate |                        |                       |

| Trek-Segafredo TFS                  | Trek-Segafredo TFS                 | Trek-Segafredo TFS |
| ----------------------------------- | ---------------------------------- | ------------------ |
| Num                                 | Coureur                            | Pos                |
| 71                                  | Alberto Contador (ESP)             | 2e                 |
| 72                                  | Bauke Mollema (NED)                | AB-6               |
| 73                                  | Jarlinson Pantano (COL) (Clm)      | 31e                |
| 74                                  | Michael Gogl (AUT) *               | 65e                |
| 75                                  | Haimar Zubeldia (ESP)              | 58e                |
| 76                                  | Peter Stetina (USA)                | NP-5               |
| 77                                  | Markel Irizar (ESP)                | HD-6               |
| 78                                  | Matthias Brändle (AUT) (Route/Clm) | HD-6               |
| Directeur sportif : Steven de Jongh |                                    |                    |

| Astana AST                          | Astana AST               | Astana AST |
| ----------------------------------- | ------------------------ | ---------- |
| Num                                 | Coureur                  | Pos        |
| 81                                  | Jakob Fuglsang (DEN)     | 15e        |
| 82                                  | Peio Bilbao (ESP)        | HD-6       |
| 83                                  | Sergey Chernetskiy (RUS) | 23e        |
| 84                                  | Artyom Zakharov (KAZ)    | HD-6       |
| 85                                  | Jesper Hansen (DEN)      | 19e        |
| 86                                  | Dario Cataldo (ITA)      | 22e        |
| 87                                  | Daniil Fominykh (KAZ)    | HD-6       |
| 88                                  | Paolo Tiralongo (ITA)    | AB-6       |
| Directeur sportif : Dmitriy Fofonov |                          |            |

| FDJ                                 | FDJ                         | FDJ  |
| ----------------------------------- | --------------------------- | ---- |
| Num                                 | Coureur                     | Pos  |
| 91                                  | Arthur Vichot (FRA) (Route) | 41e  |
| 92                                  | Johan Le Bon (FRA)          | HD-6 |
| 93                                  | Tobias Ludvigsson (SWE)     | NP-3 |
| 94                                  | Davide Cimolai (ITA)        | AB-6 |
| 95                                  | David Gaudu (FRA) *         | 38e  |
| 96                                  | Jérémy Maison (FRA) *       | 82e  |
| 97                                  | Benoît Vaugrenard (FRA)     | 67e  |
| 98                                  | Léo Vincent (FRA) *         | AB-7 |
| Directeur sportif : Thierry Bricaud |                             |      |

| Lotto NL-Jumbo TLJ                   | Lotto NL-Jumbo TLJ             | Lotto NL-Jumbo TLJ |
| ------------------------------------ | ------------------------------ | ------------------ |
| Num                                  | Coureur                        | Pos                |
| 101                                  | Steven Kruijswijk (NED)        | 7e                 |
| 102                                  | Robert Gesink (NED)            | 29e                |
| 103                                  | George Bennett (NZL)           | 9e                 |
| 104                                  | Stef Clement (NED)             | 47e                |
| 105                                  | Alexey Vermeulen (USA) *       | 83e                |
| 106                                  | Victor Campenaerts (BEL) (Clm) | 107e               |
| 107                                  | Martijn Keizer (NED)           | HD-6               |
| 108                                  | Bert-Jan Lindeman (NED)        | HD-6               |
| Directeur sportif : Grischa Niermann |                                |                    |

| AG2R La Mondiale ALM              | AG2R La Mondiale ALM    | AG2R La Mondiale ALM |
| --------------------------------- | ----------------------- | -------------------- |
| Num                               | Coureur                 | Pos                  |
| 111                               | Romain Bardet (FRA)     | 10e                  |
| 112                               | Pierre Latour (FRA) *   | 32e                  |
| 113                               | Ben Gastauer (LUX)      | 68e                  |
| 114                               | Axel Domont (FRA)       | 49e                  |
| 115                               | François Bidard (FRA) * | HD-6                 |
| 116                               | Cyril Gautier (FRA)     | 24e                  |
| 117                               | Alexandre Geniez (FRA)  | NP-3                 |
| 118                               | Alexis Vuillermoz (FRA) | 45e                  |
| Directeur sportif : Didier Jannel |                         |                      |

| Lotto-Soudal LTS                | Lotto-Soudal LTS            | Lotto-Soudal LTS |
| ------------------------------- | --------------------------- | ---------------- |
| Num                             | Coureur                     | Pos              |
| 121                             | André Greipel (GER) (Route) | NP-7             |
| 122                             | Sean De Bie (BEL)           | NP-3             |
| 123                             | Thomas De Gendt (BEL)       | 103e             |
| 124                             | Jelle Vanendert (BEL)       | AB-6             |
| 125                             | Bart De Clercq (BEL)        | 63e              |
| 126                             | Rafael Valls (ESP)          | 59e              |
| 127                             | Sander Armée (BEL)          | NP-3             |
| 128                             | Louis Vervaeke (BEL) *      | AB-7             |
| Directeur sportif : Mario Aerts |                             |                  |

| Bahrain-Merida TBM                  | Bahrain-Merida TBM      | Bahrain-Merida TBM |
| ----------------------------------- | ----------------------- | ------------------ |
| Num                                 | Coureur                 | Pos                |
| 131                                 | Enrico Gasparotto (ITA) | HD-6               |
| 132                                 | Yukiya Arashiro (JPN)   | HD-6               |
| 133                                 | Tsgabu Grmay (ETH)      | 17e                |
| 134                                 | Meiyin Wang (CHN)       | HD-1               |
| 135                                 | Janez Brajkovič (SLO)   | 85e                |
| 136                                 | Ondřej Cink (CZE)       | 55e                |
| 137                                 | Antonio Nibali (ITA) *  | HD-6               |
| 138                                 | Domen Novak (SLO) *     | HD-6               |
| Directeur sportif : Harald Morscher |                         |                    |

| Sunweb SUN                       | Sunweb SUN                | Sunweb SUN |
| -------------------------------- | ------------------------- | ---------- |
| Num                              | Coureur                   | Pos        |
| 141                              | Max Walscheid (GER) *     | HD-6       |
| 142                              | Laurens ten Dam (NED)     | 16e        |
| 143                              | Johannes Fröhlinger (GER) | 92e        |
| 144                              | Phil Bauhaus (GER) *      | HD-6       |
| 145                              | Chris Hamilton (AUS) *    | 90e        |
| 146                              | Chad Haga (USA)           | NP-3       |
| 147                              | Lennard Kämna (GER) *     | 48e        |
| 148                              | Sindre Lunke (NOR) *      | 56e        |
| Directeur sportif : Luke Roberts |                           |            |

| Dimension Data DDD                 | Dimension Data DDD                     | Dimension Data DDD |
| ---------------------------------- | -------------------------------------- | ------------------ |
| Num                                | Coureur                                | Pos                |
| 151                                | Nathan Haas (AUS)                      | AB-5               |
| 152                                | Kristian Sbaragli (ITA)                | AB-5               |
| 153                                | Natnael Berhane (ERI)                  | 51e                |
| 154                                | Mekseb Debesay (ERI)                   | HD-6               |
| 155                                | Daniel Teklehaimanot (ERI) (Route/Clm) | 105e               |
| 156                                | Ben O'Connor (AUS) *                   | 42e                |
| 157                                | Jacques Janse van Rensburg (RSA)       | 77e                |
| 158                                | Lachlan Morton (AUS) *                 | 73e                |
| Directeur sportif : Alex Sans Vega |                                        |                    |

| Bora-Hansgrohe BOH                   | Bora-Hansgrohe BOH        | Bora-Hansgrohe BOH |
| ------------------------------------ | ------------------------- | ------------------ |
| Num                                  | Coureur                   | Pos                |
| 161                                  | Rafał Majka (POL) (Route) | 11e                |
| 162                                  | Jay McCarthy (AUS) *      | 78e                |
| 163                                  | Paweł Poljański (POL)     | 62e                |
| 164                                  | Pascal Ackermann (GER) *  | NP-4               |
| 165                                  | Jan Bárta (CZE)           | 86e                |
| 166                                  | Silvio Herklotz (GER) *   | HD-6               |
| 167                                  | José Mendes (POR) (Route) | 80e                |
| 168                                  | Cesare Benedetti (ITA)    | AB-3               |
| Directeur sportif : Enrico Poitschke |                           |                    |

| UAE Emirates UAD                  | UAE Emirates UAD                   | UAE Emirates UAD |
| --------------------------------- | ---------------------------------- | ---------------- |
| Num                               | Coureur                            | Pos              |
| 171                               | Darwin Atapuma (COL)               | 13e              |
| 172                               | Louis Meintjes (RSA) *             | 35e              |
| 173                               | Valerio Conti (ITA) *              | 64e              |
| 174                               | Przemysław Niemiec (POL)           | 91e              |
| 175                               | Matteo Bono (ITA)                  | AB-7             |
| 176                               | Anass Aït El Abdia (MAR) (Route) * | HD-6             |
| 177                               | Kristijan Đurasek (CRO)            | 96e              |
| 178                               | Manuele Mori (ITA)                 | NP-3             |
| Directeur sportif : Orlando Maini |                                    |                  |

| Caja Rural-Seguros RGA CJR             | Caja Rural-Seguros RGA CJR  | Caja Rural-Seguros RGA CJR |
| -------------------------------------- | --------------------------- | -------------------------- |
| Num                                    | Coureur                     | Pos                        |
| 181                                    | Sergio Pardilla (ESP)       | 101e                       |
| 182                                    | Dylan Page (SUI) *          | AB-5                       |
| 183                                    | Antonio Molina (ESP)        | AB-3                       |
| 184                                    | Héctor Sáez (ESP) *         | HD-6                       |
| 185                                    | Lluís Mas (ESP)             | HD-6                       |
| 186                                    | Nick Schultz (AUS) *        | HD-6                       |
| 187                                    | Diego Rubio Hernández (ESP) | HD-6                       |
| 188                                    | Eduard Prades (ESP)         | 89e                        |
| Directeur sportif : Eugenio Goikoetxea |                             |                            |

| CCC Sprandi Polkowice CCC          | CCC Sprandi Polkowice CCC   | CCC Sprandi Polkowice CCC |
| ---------------------------------- | --------------------------- | ------------------------- |
| Num                                | Coureur                     | Pos                       |
| 191                                | Maciej Paterski (POL)       | 94e                       |
| 192                                | Mateusz Taciak (POL)        | HD-6                      |
| 193                                | Jan Hirt (CZE)              | HD-6                      |
| 194                                | Łukasz Owsian (POL)         | 72e                       |
| 195                                | Leszek Pluciński (POL)      | HD-6                      |
| 196                                | Piotr Brożyna (POL) *       | HD-6                      |
| 197                                | Felix Großschartner (POL) * | 18e                       |
| 198                                | Patryk Stosz (POL) *        | HD-6                      |
| Directeur sportif : Tomasz Brożyna |                             |                           |

| Cofidis COF                     | Cofidis COF               | Cofidis COF |
| ------------------------------- | ------------------------- | ----------- |
| Num                             | Coureur                   | Pos         |
| 201                             | Nacer Bouhanni (FRA)      | NP-6        |
| 202                             | Jonas Van Genechten (BEL) | HD-6        |
| 203                             | Julien Simon (FRA)        | 104e        |
| 204                             | Luis Ángel Maté (ESP)     | NP-1        |
| 205                             | Stéphane Rossetto (FRA)   | NP-5        |
| 206                             | Guillaume Bonnafond (FRA) | 97e         |
| 207                             | Daniel Navarro (ESP)      | 14e         |
| 208                             | Geoffrey Soupe (FRA)      | HD-6        |
| Directeur sportif : Didier Rous |                           |             |

| Manzana Postobón MZN                          | Manzana Postobón MZN       | Manzana Postobón MZN |
| --------------------------------------------- | -------------------------- | -------------------- |
| Num                                           | Coureur                    | Pos                  |
| 211                                           | Ricardo Vilela (POR)       | 28e                  |
| 212                                           | Jetse Bol (NED)            | 88e                  |
| 213                                           | Hernando Bohórquez (COL) * | 93e                  |
| 214                                           | Hernán Aguirre (COL) *     | HD-6                 |
| 215                                           | Sebastián Molano (COL) *   | AB-2                 |
| 216                                           | Juan Felipe Osorio (COL) * | HD-6                 |
| 217                                           | Antonio Piedra (ESP)       | AB-2                 |
| 218                                           | Aldemar Reyes (COL) *      | 25e                  |
| Directeur sportif : Luis Fernando Saldarriaga |                            |                      |

| Roompot-Nederlandse Loterij RNL   | Roompot-Nederlandse Loterij RNL | Roompot-Nederlandse Loterij RNL |
| --------------------------------- | ------------------------------- | ------------------------------- |
| Num                               | Coureur                         | Pos                             |
| 221                               | Pieter Weening (NED)            | AB-4                            |
| 222                               | Jeroen Meijers (NED) *          | 102e                            |
| 223                               | Martijn Tusveld (NED) *         | 54e                             |
| 224                               | Nick van der Lijke (NED)        | 40e                             |
| 225                               | Oscar Riesebeek (NED) *         | AB-7                            |
| 226                               | Tim Ariesen (NED) *             | HD-6                            |
| 227                               | Martijn Budding (NED) *         | AB-5                            |
| 228                               | Etienne van Empel (NED) *       | HD-6                            |
| Directeur sportif : Erik Breukink |                                 |                                 |

| Soul Brasil SOU                      | Soul Brasil SOU              | Soul Brasil SOU |
| ------------------------------------ | ---------------------------- | --------------- |
| Num                                  | Coureur                      | Pos             |
| 231                                  | Flávio Cardoso (BRA) (Route) | HD-3            |
| 232                                  | Murilo Affonso (BRA)         | HD-6            |
| 233                                  | Magno Nazaret (BRA)          | HD-6            |
| 234                                  | Pedro Nicácio (BRA)          | AB-3            |
| 235                                  | Caio Godoy (BRA) *           | HD-6            |
| 236                                  | Gabriel Silva (BRA) *        | HD-3            |
| 237                                  | Raphael Pires (BRA)          | HD-3            |
| 238                                  | Jordi Simon (ESP)            | 39e             |
| Directeur sportif : Benedito Azevedo |                              |                 |

| Wanty-Groupe Gobert WGG            | Wanty-Groupe Gobert WGG  | Wanty-Groupe Gobert WGG |
| ---------------------------------- | ------------------------ | ----------------------- |
| Num                                | Coureur                  | Pos                     |
| 241                                | Xandro Meurisse (BEL) *  | 50e                     |
| 242                                | Guillaume Martin (FRA) * | 46e                     |
| 243                                | Guillaume Levarlet (FRA) | AB-5                    |
| 244                                | Thomas Degand (BEL)      | 43e                     |
| 245                                | Fabien Doubey (FRA) *    | 36e                     |
| 246                                | Marco Minnaard (NED)     | HD-6                    |
| 247                                | Dion Smith (NZL) *       | 52e                     |
| 248                                | Frederik Veuchelen (BEL) | HD-6                    |
| Directeur sportif : Steven De Neef |                          |                         |